# Djaloniella
Djaloniella é um género botânico pertencente à família Gentianaceae.